# Sarban (Musiker)

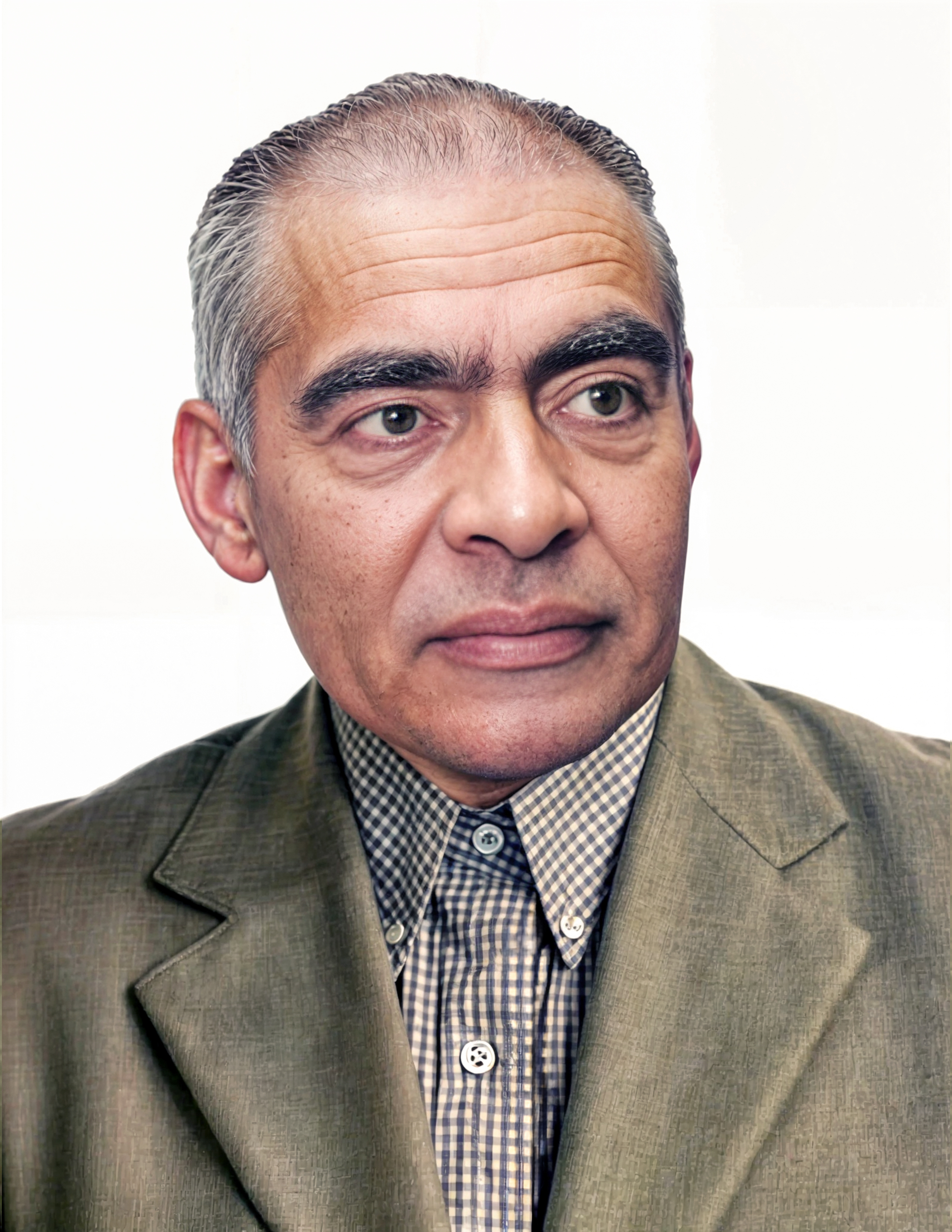
Abdul Rahim Mahmmodi alias Sarban

Sarban bzw. Saroban – persisch ساربان: „Kamelführer“ bzw. „Reiseführer der Karawane“ – (* 1930 in Kabul; † 2. April 1993) ist der Künstlername des afghanischen Musikers und Komponisten Abdul Rahim Mahmmodi.
Abdul Rahim Mahmmodi wuchs in einer sozialdemokratisch gesinnten Familie auf. Er ist verwandt mit Dr. Abdul Rahman Mahmmodi, der sich zusammen mit dem Historiker und Publizisten Ghulam Muhammad Ghubar für den demokratischen Parlamentarismus und für die Errichtung einer konstitutionellen Monarchie in Afghanistan einsetzte.
„Wo bleibt meine Sonne, in meinem Heim herrscht die Kälte“, sang er in den 1960er Jahren. Das Lied stammt vom darisprachigen Dichter Abulqossim Lohutij († 1957), das zu einem Hit für die Studentenbewegung in Afghanistan wurde. Sein Engagement für Reformen und sein Verwandtschaftsverhältnis wurden ihm jedoch für seine musikalische Entwicklung und Karriere in Kabul zum Verhängnis.
Dank seiner Nachbarschaft mit dem Regisseur Fazal Mohammad Nekyait konnte er erst 1952 in dem Theater „Pohanne Nenndari“ beim Aufbau eines Theaterchors und Orchesters mitwirken und sang noch unter seinem richtigen Namen in Radio Kabul.
Folgendes Lied sang er in einem Konzert:
Ich fordere nicht, mich aus dem Käfig zu befreien, mein Käfig solltet ihr in den Garten bringen, damit mein Herz sich erfreut,
woraufhin Radio Kabul ihn suspendierte und ihm das für Kunst und Information zuständige Ministerium Berufsverbot anordnete.
Sarban arbeitete nach diesem Verbot im Reisladen seines Vaters und trat hin und wieder privat bei Hochzeiten und Partys auf. Zwar strahlte Radio Afghanistan seine Lieder nicht mehr aus, dennoch konnten seine Lieder per Schallplatten und Tonbandgeräten in allen Ecken und Enden des Landes bekannt werden und über die Grenzen Afghanistans reichen.
Nachdem der Vetter Zahir Schahs, Ministerpräsident Daud, im Jahre 1963 zurücktreten musste, konnte Sarbans Comeback ermöglicht werden.
In der Folge der Demokratisierungsperiode und der Ratifizierung einer neuen Verfassung, wonach kein Verwandter des Königs Ministerpräsident werden durfte, sang Abdul Rahim Mahmmodi nach seinem Comeback unter dem Künstlernamen „Sarban“ das folgende Lied des Ghazalschreibers Qarizadah:
Moschke taza mebarad, abre bahman e Kabul, Maudje sabsa mekarad, koh o barzan e Kabul mit der Übersetzung (Frische Moschusduft sprühen die Bahman-Wolken von Kabul. Sie legen die Grundlage für die Prosperität in den Heimen und Hängen von Kabul.
Sarban sang weitere bekannte Lieder, u. a. das afghanische Hochzeitslied Ahesta Bero (recovered) sowie das Nouruzlied „Tulpenfest“ in Masar-e Scharif. Das Lied ist inzwischen in Zentralasien, Indien und in den arabischen Liedern sehr bekannt. Der Song wird auf Hindi und Arabisch von den dortigen Künstlern gesungen. Sarban, der inzwischen dem Alkohol und Haschisch verfallen war, wurde nach einem Schlaganfall auch noch gelähmt.
Im Jahre 1983, während des Krieges, wanderte der Musiker, der als Idol von Ahmad Zahir galt, nach Pakistan aus. Dort lebte er 10 Jahre lang in ärmlichen Verhältnissen und starb am 2. April 1993.
Sarbans Lieder sind immer noch beliebt. Seine Lieder werden heute von der jungen Musikergeneration gespielt und gesungen.